# سيدة التنين (مسلسل)
سيدة التنين (بالإنجليزية: Dragon Lady)‏ هي مسلسل تلفزيوني فلبيني تم بثه على جي إم أي الشبكة في عام 2019.

## روابط خارجية
- سيدة التنين على موقع IMDb (الإنجليزية)
- سيدة التنين على موقع كينوبويسك (الروسية)
- سيدة التنين على موقع قاعدة بيانات الفيلم (الإنجليزية)